# Scaevola coccinea
Scaevola coccinea är en tvåhjärtbladig växtart som beskrevs av Däniker. Scaevola coccinea ingår i släktet Scaevola och familjen Goodeniaceae. Inga underarter finns listade i Catalogue of Life.